# 松原右樹
松原右樹（まつばら まれき、1943年〈昭和18年〉 - 2011年〈平成23年〉4月27日）は日本の民俗学者。産経新聞記者から公立高等学校の教員となり、和歌山県を代表する在野の学者となった。

## 来歴・人物
和歌山県和歌山市に生まれる。國學院大學文学部を卒業した。産経新聞記者を経て、大阪府立泉陽高等学校・大阪府立貝塚南高等学校や大阪府立伯太高等学校などの教員を務めた。
公私の時間を惜しまず「国語教育に、民俗学研究に、人権意識の高揚に、粉骨砕身される」生き方で、日本民俗学会会員として和歌山県の熊野古道での現地講演を含め年200回の講演を行っていた。
松原は熊野について「熊野は平安時代中期に『延喜式』で規定された死穢・産穢・血穢の三不浄（触穢）を全く意に介さなかった」という視点から語っており、死後に遺稿の「熊野のケガレ」「本宮に降臨する三枚の月」「ゴトビキ岩の秘儀―新宮」「那智ノ滝の妖しい魅力」「熊野三山・神々の原像」の5原稿が、関係者の手で『松原右樹遺稿　熊野の神々の風景』として発刊された。
そのほか松原は生前、大阪府高等学校国語研究会の副理事長や、和歌山大学、NHK文化センターなどの非常勤講師も務めた。

## 著書

### 共著
- 『紀州の伝説』（神坂次郎・中村浩との共著）角川書店〈日本の伝説〉、1979年